# 2012
Cette page concerne l'année 2012 (MMXII en chiffres romains) du calendrier grégorien.   Pour le film, voir 2012 (film).
 (janvier 2025).
2012 est une année bissextile qui commence un dimanche. C'est la 2012e année de notre ère, la 12e du IIIe millénaire et du XXIe siècle et la 3e de la décennie 2010-2019.

## Autres calendriers
L'année 2012 du calendrier grégorien correspond aux dates suivantes :
- Calendrier berbère : 2961 / 2962 (le 1er yennayer 2962 a lieu le 12 janvier 2012)[réf. souhaitée]
- Calendrier bouddhiste : 2554 / 2555 (le jour de l'an 2555 a lieu le 13 avril 2012)[réf. souhaitée]
- Calendrier chinois : 4709 / 4710 (le Nouvel An chinois 4710 de l'année du dragon d'eau a lieu le 23 janvier 2012[1])
- Calendrier copte : 1728 / 1729 (le 1er thout 1729 a lieu le 11 septembre 2012)[réf. souhaitée]
- Calendrier hébraïque : 5772 / 5773 (le 1er tishri 5773 a lieu le 17 septembre 2012[2])
- Calendrier hindou : 5113 / 5114 (le jour de l'an 5114 a lieu le 13 avril 2012)[réf. nécessaire]
- Calendrier indien : 1933 / 1934 (le 1er chaitra 1934 a lieu le 21 mars 2012[2])
- Calendrier japonais : 24 de l'Ère Heisei (le calendrier japonais utilise les jours grégoriens)
- Calendrier musulman : 1433 / 1434 (le 1er mouharram 1434 a lieu le 15 novembre 2012[2])
- Calendrier persan : 1390 / 1391 (le 1er farvardin 1391 a lieu le 20 mars 2012[2])
- Calendrier républicain : 220 / 221 (le 1er vendémiaire 221 a lieu le 22 septembre 2012[2])
  - Jours juliens : 2 455 927,5 à 2 456 293,5[3],[2]

## Célébrations
- Première année internationale des coopératives proclamée par l'ONU[4],[5],[6],[7].
- Année internationale de l’énergie durable pour tous par l’Assemblée générale des Nations unies[8].
- Année franco-allemande dans le cadre du cinquantième anniversaire du traité de l'Élysée (septembre 2012-août 2013 pour coïncider avec l’année scolaire afin que les jeunes générations soient au cœur des principales catégories de citoyens européens)[9],[10].
- Année Rousseau à l'occasion du tricentenaire de sa naissance[11].
- Erevan, capitale de l'Arménie est nommée « Capitale mondiale du livre 2012 » par l'UNESCO[12]. Elle conjugue cette fête avec le tricentenaire de la naissance du troubadour arménien Sayat-Nova, né le 14 juin 1712 à Tiflis.
- Dernière année de la décennie des Nations unies pour l'alphabétisation.
- Année de la chauve-souris (avec 2011) proclamée à l'initiative de la Convention de la conservation des espèces migratrices d'animaux sauvages (CMS)[13] et l'Accord sur la conservation des populations de chauves-souris en Europe (EUROBATS)[14]. (en) Site consacré à l'année de la chauve-souris

## Chronologie mensuelle

### Janvier
- 1er janvier :
  - le Danemark prend la présidence tournante de l'Union européenne et succède à la Pologne;
  - les États-Unis prennent la présidence tournante du G8;
  - Saint-Barthélemy abandonne son statut de région ultrapériphérique de l'Union européenne et rejoint les pays et territoires d'outre-mer[15].
  - Guimarães et Maribor deviennent capitales européennes de la culture.
- 5 janvier : la tempête Andrea frappe le Nord de la France
- 12 janvier : Yennayer (jour de l'an berbère).
- 13 janvier : naufrage du Costa Concordia à proximité de l'île de Giglio, au large du littoral sud de la Toscane.
- 13 au 22 janvier : Jeux olympiques de la jeunesse d'hiver de 2012 à Innsbruck.
- 17 janvier : début du conflit au Mali.
- 21 janvier au 12 février (Afrique) : coupe d'Afrique des nations de football 2012.
- 22 janvier : référendum croate sur l'adhésion à l'Union européenne.
- 23 janvier :
  - Calendrier chinois : Nouvel An chinois avec le début de l'année du dragon.
  - L'Union européenne entérine un embargo contre l'Iran pour assécher le financement du programme nucléaire iranien[16].

### Février
- 4 février : début du Tournoi des Six Nations 2012, que le Pays de Galles remporte.
- 5 février :
  - second tour de l'élection présidentielle en Finlande, Sauli Niinistö est élu ;
  - Super Bowl au Lucas Oil Stadium de Indianapolis..
- 12 février :
  - 54e cérémonie des Grammy Awards;
  - finale de la CAN 2012, remportée par la Zambie.
- 13 février : début de la Grève étudiante québécoise de 2012
- 25 février : lancement du divertissement télé  The Voice : La Plus Belle Voix  en France
- 26 février :
  - séisme de magnitude 4.9 sur l'échelle de Richter dans les Alpes-Maritimes;
  - Jean Dujardin devient le premier acteur français à remporter l'Oscar du meilleur acteur, dans le film The Artist.
- 29 février : jour intercalaire du calendrier grégorien.

### Mars
- 4 mars : élection présidentielle russe de 2012 : Vladimir Poutine est élu président.
- 7 mars : le gouvernement ivoirien abolie 1126 de ses communes.
- 11 mars au 22 mars : affaire Merah, tueries à Toulouse et Montauban par un terroriste islamiste, Mohammed Merah, qui assassine sept personnes en trois expéditions.
- 12 au 17 mars : sixième forum mondial de l'eau à Marseille[17].
- 13 mars : accident d'autobus en Suisse : 28 morts dont 22 enfants qui revenaient de classe de neige et leurs 4 professeurs.
- 18 mars : élection présidentielle en Allemagne, Joachim Gauck est élu.
- 22 mars : un coup d'État au Mali entraine le départ de son président Amadou Toumani Touré. Amadou Haya Sanogo s'empare du pouvoir.
- 25 mars : élection présidentielle sénégalaise de 2012 : Macky Sall devient le quatrième président de la république du Sénégal.

### Avril
- 2 avril :	démission de Pál Schmitt, président de la république de Hongrie.
- 13 avril (calendrier hindou) : nouvelle année hindoue et tamoule[réf. nécessaire], entrée dans l'année 5113
- 15 avril : centenaire du naufrage du Titanic, qui avait provoqué 1500 morts 100 ans plus tôt, en 1912, dans l'Atlantique Nord.
- 22 avril :
  - France : premier tour de l'élection présidentielle française.
  - 43e jour de la Terre.
- 26 avril : Charles Taylor, ancien président du Liberia, est reconnu coupable par le Tribunal spécial pour la Sierra Leone de crimes de guerre et crimes contre l’humanité commis lors de la guerre civile sierra-léonaise.

### Mai
- 2 mai : le tableau Le Cri d'Edvard Munch est vendu par Sotheby's pour un montant de 119,9 millions de dollars, devenant la peinture la plus chère jamais vendue aux enchères.
- 6 mai : (France) : second tour de l'élection présidentielle française : François Hollande (Parti socialiste) est élu Président de la République Française avec trois points d’avance sur Nicolas Sarkozy.
- 7 mai : Vladimir Poutine prend ses fonctions de président de la fédération russe.
- 9 mai : Barack Obama devient le premier président américain à prendre position en faveur des mariages homosexuels.
- 12 mai (Corée du Sud) : ouverture de l'exposition internationale à Yeosu.
- 20 mai :
  - éclipse solaire annulaire, parcours : Pacifique, Asie, Amérique du Nord;
  - élection présidentielle en République dominicaine.
- 23 mai : premier tour de l'élection présidentielle en Égypte.
- 26 mai : la Suède remporte sa 5e victoire au Concours Eurovision de la chanson 2012 avec la chanson Euphoria, interprétée par Loreen.
- 26 et 27 mai (Corée du Sud) : Sommet mondial sur la sécurité nucléaire de 2012.

### Juin

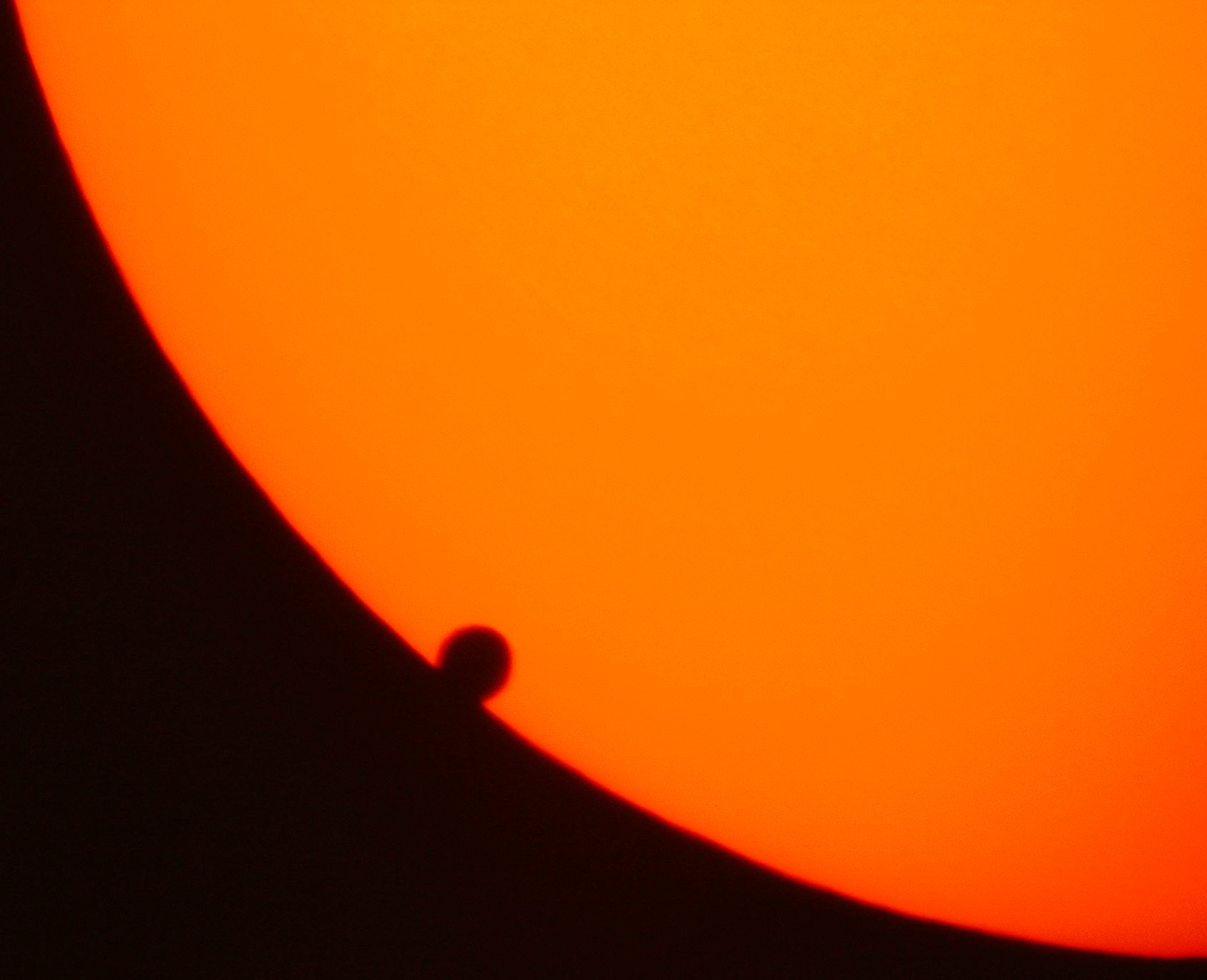
Le transit de Vénus en 2004.

- 2 juin au 5 juin : jours de fête en l'honneur du jubilé de diamant d'Élisabeth II.
- 4 juin :
  - éclipse lunaire partielle.
  - Arrestation de Luka Rocco Magnotta à Berlin.
- 6 juin : deuxième et dernier transit de Vénus devant le Soleil du XXIe siècle (les prochains passages de Vénus devant le Soleil auront lieu en 2117 et 2125).
- 8 juin au 1er juillet en Pologne et en Ukraine : championnat d'Europe de football 2012.
- 10 et 17 juin : élections législatives françaises[18].
- 16 et 17 juin : second tour de l'élection présidentielle en Égypte, Mohamed Morsi est élu.
- 17 juin : élections législatives en Grèce.
- 20 au 22 juin : conférence des Nations unies sur le développement durable, dite Rio+20, à Rio de Janeiro (Brésil).
- 30 juin :
  - départ du Tour de France à Liège (Belgique) ;
  - ajout d'une seconde intercalaire à minuit (GMT) ;

### Juillet
- 1er juillet :
  - élections présidentielle et législatives au Mexique ;
  - Chypre prend la présidence tournante de l'Union européenne et succède au Danemark ;
  - finale du championnat d'Europe de football 2012. Espagne vs Italie (Espagne gagnante 4-0).
- 4 juillet : annonce de la découverte du boson de Higgs au CERN.
- 18 juillet : plusieurs hauts responsables du régime syrien sont tués ou blessés dans un attentat à Damas.
- 22 juillet : Bradley Wiggins devient le premier Britannique à remporter le Tour de France.
- 27 juillet au 12 août à Londres : jeux olympiques d'été.

### Août
- 6 août : arrivée du robot Curiosity sur Mars (Mars Science Laboratory)
- 20 août : la capitalisation boursière d'Apple dépasse celle du géant de l'informatique Microsoft avec 622 milliards de dollars.
- 29 août au 9 septembre à Londres : jeux paralympiques d'été.
- 31 août : lancement de la 38e édition du Festival du cinéma américain de Deauville.

### Septembre
- 4 septembre : élection au Québec. Pauline Marois est la première femme à gouverner le Québec.
- 5 septembre : Le spationaute Akihiko Hoshide marque la mode naissante du « selfie » en réalisant un autoportrait depuis l'espace (ci-contre).

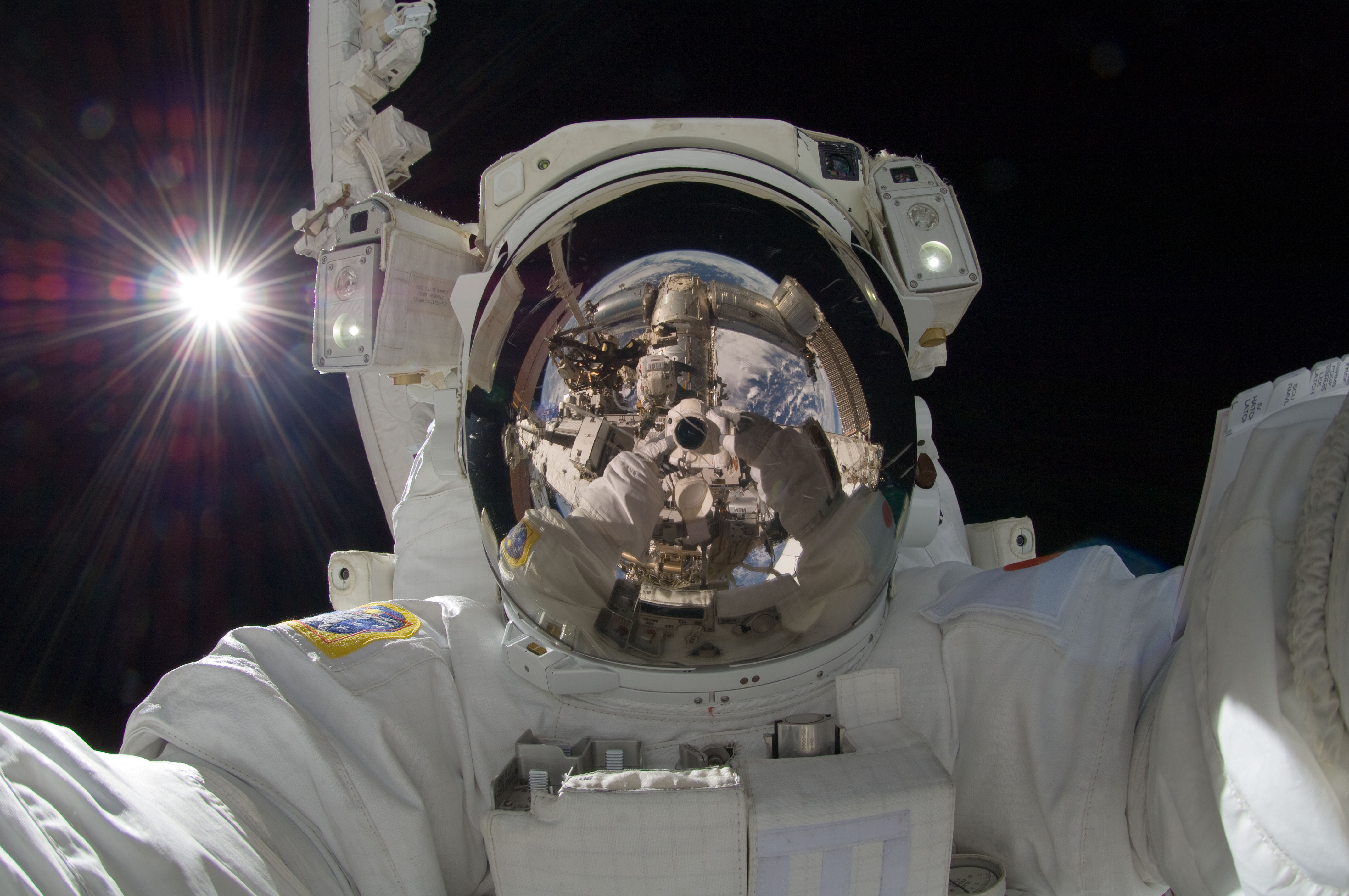
Le 5 septembre 2012, la mode du selfie à l'extérieur de la station spatiale internationale.

- 12 septembre : élections législatives aux Pays-Bas.
- 16 septembre : Roch Hachana, nouvel an juif qui célèbre l'entrée dans l'année 5773.
- 21 septembre : inauguration de la Cité du cinéma de Luc Besson à Saint-Denis (France).

### Octobre
- 7 octobre (Venezuela) : élection présidentielle
- 7 octobre : Jean d'Avila et Hildegarde de Bingen sont proclamés Docteurs de l'Église par le pape Benoît XVI
- 9 octobre (Pakistan) : tentative d'assassinat de Malala Yousafzai
- 12 octobre : le comité Nobel annonce que le prix Nobel de la paix 2012 est décerné à l'Union européenne.
- 14 octobre (Belgique) : élections communales et provinciales
- 14 octobre (Autriche et Nouveau-Mexique) : Felix Baumgartner fait un saut record : celui du saut le plus haut (38969,4 m).
- 26 octobre : sortie européenne de Skyfall à l'occasion des 50 ans de la saga James Bond
- 28 octobre : élections législatives en Ukraine.
- 30 octobre : l'Ouragan Sandy, parti de la mer des Caraïbes, atteint la côte est des États-Unis.

### Novembre
- 3 novembre : le maire de New York, Michael Bloomberg a annoncé l'annulation du marathon de New York prévu le lendemain en raison des dégâts occasionnés par l'ouragan Sandy.
- 6 novembre (États-Unis) : élection présidentielle américaine de 2012. Réélection de Barack Obama.
- 11 novembre : le président palestinien Mahmoud Abbas annonce la mise sur pied d'une procédure d'exhumation du corps de Yasser Arafat, afin d'enquêter sur les causes exactes de son décès le 11 novembre 2004. Des analyses effectuées en juillet 2012 par un laboratoire suisse avaient décelé la présence de quantités suspectes de polonium sur les effets personnels de l'ancien président[19].
- 13 novembre : éclipse solaire totale, parcours : Australie, Nouvelle-Zélande, Amérique du Sud et océan Pacifique.
- 15 novembre : Xi Jinping, nouveau numéro un chinois succède à Hu Jintao.
- 20 novembre : le Louvre reconnaît que le tableau Diderot de Fragonard n'est pas un portrait de l'encyclopédiste.

### Décembre
- 4 décembre : ouverture du Louvre-Lens à Lens, Pas-de-Calais, France.
- 4 décembre : le typhon Bopha, le plus puissant de l'année dans la région, ravage le sud des Philippines
- 19 décembre : élection présidentielle en Corée du Sud. Park Geun-hye est élue.
- 21 décembre : Gangnam Style de Psy atteint le milliard de vues sur YouTube
- 21 décembre : en Italie, Mario Monti présente sa démission. Le parlement est dissous le lendemain, provoquant des législatives anticipées.
- 21 décembre : John Kerry est nommé comme prochain secrétaire d' État des États-Unis.
- 21 décembre : dans le calendrier maya, correspondrait à la date supposée de la fin du monde.

### Dates à préciser
- Expiration du protocole de Kyōto

## Distinctions internationales

### Prix Nobel
Les lauréats du Prix Nobel en 2012 sont :
- Prix Nobel de chimie : Brian Kobilka et Robert Lefkowitz.
- Prix Nobel de littérature : Mo Yan.
- Prix Nobel de la paix : Union européenne.
- Prix Nobel de physiologie ou médecine : John Gurdon et Shinya Yamanaka.
- Prix Nobel de physique : Serge Haroche et David Wineland.
- « Prix Nobel » d'économie : Alvin Roth et Lloyd Shapley.

### Autres prix
- Prix Pritzker (architecture) : Wang Shu.

## Décès en 2012

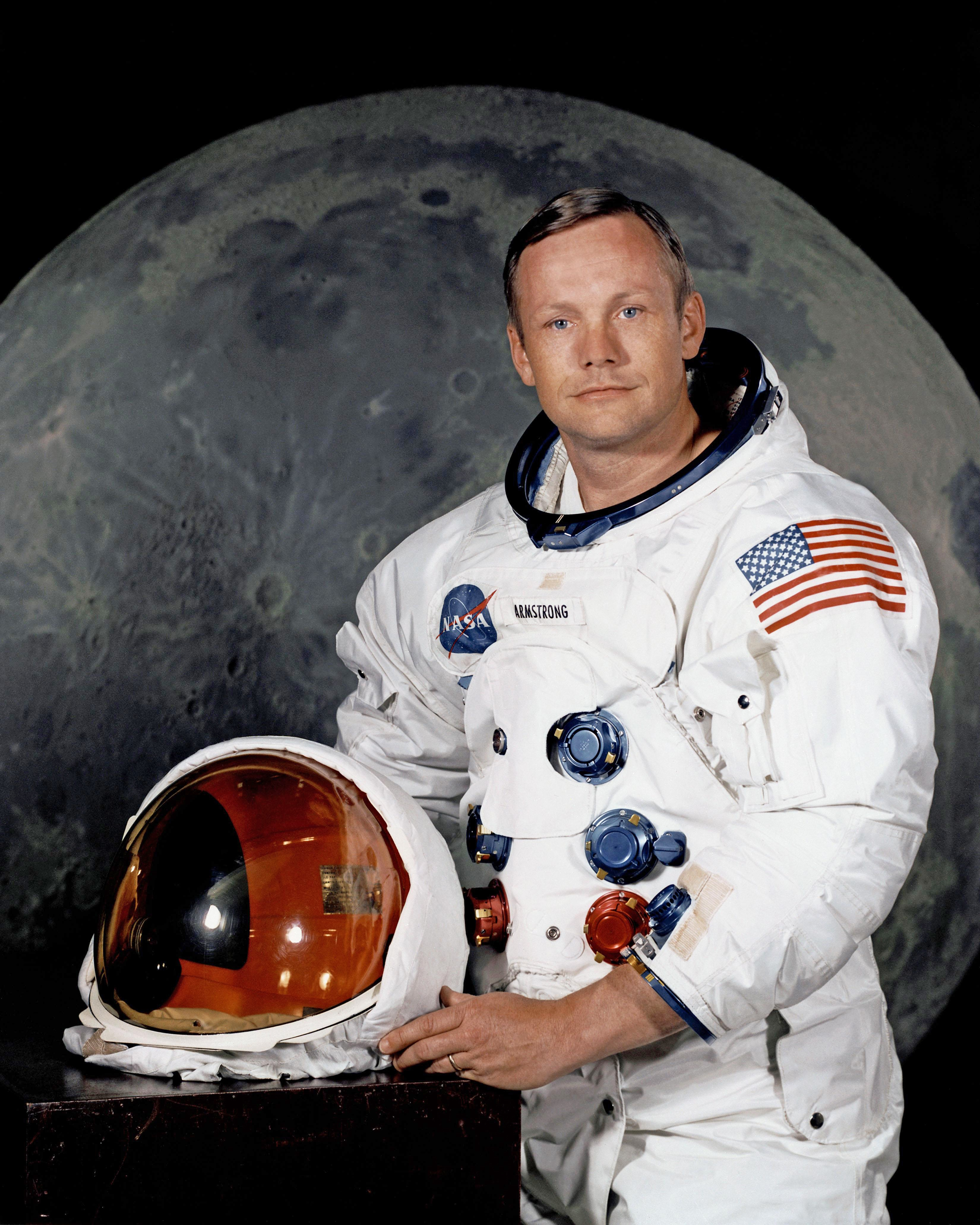
Neil Armstrong.

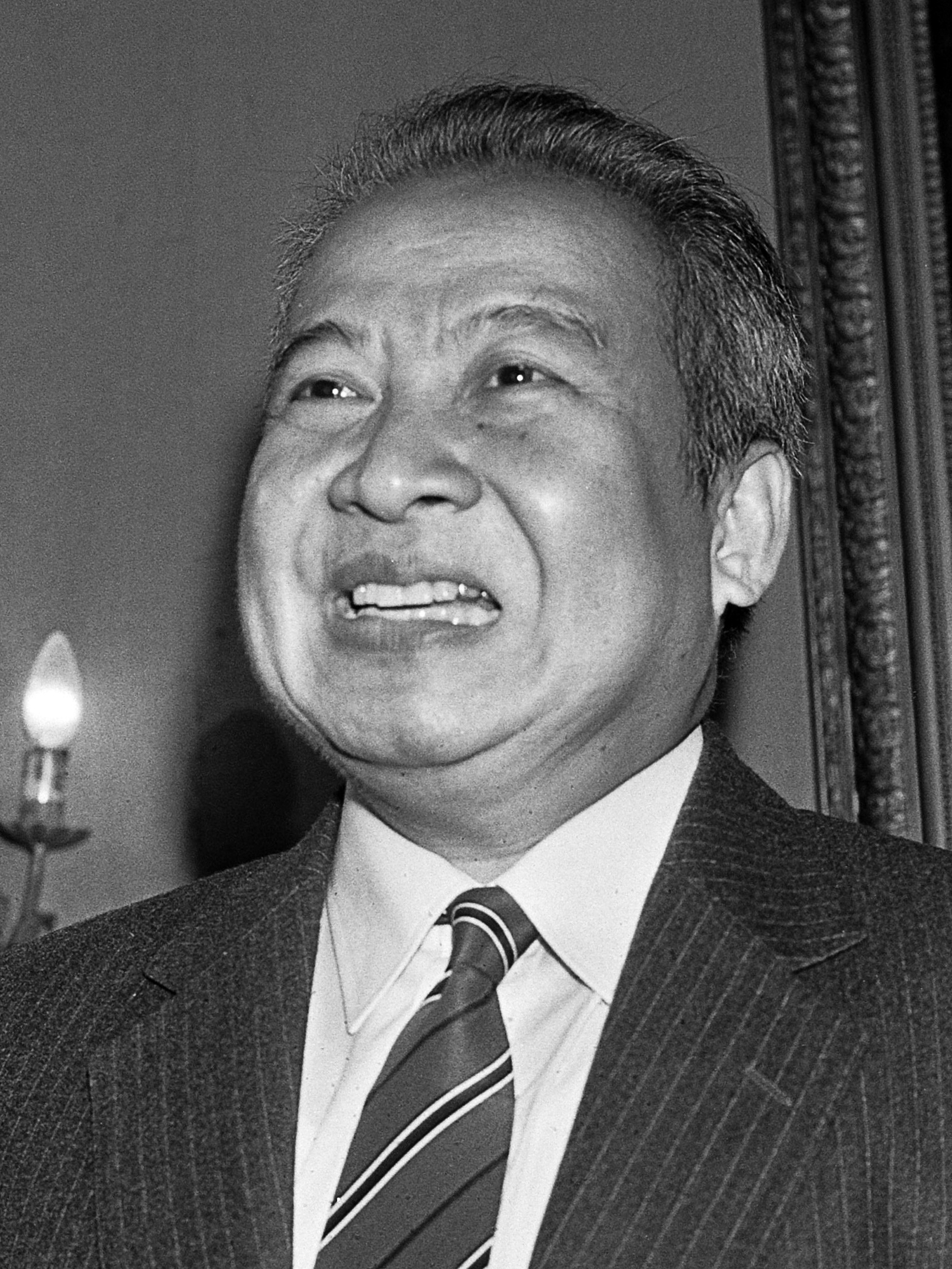
Norodom Sihanouk

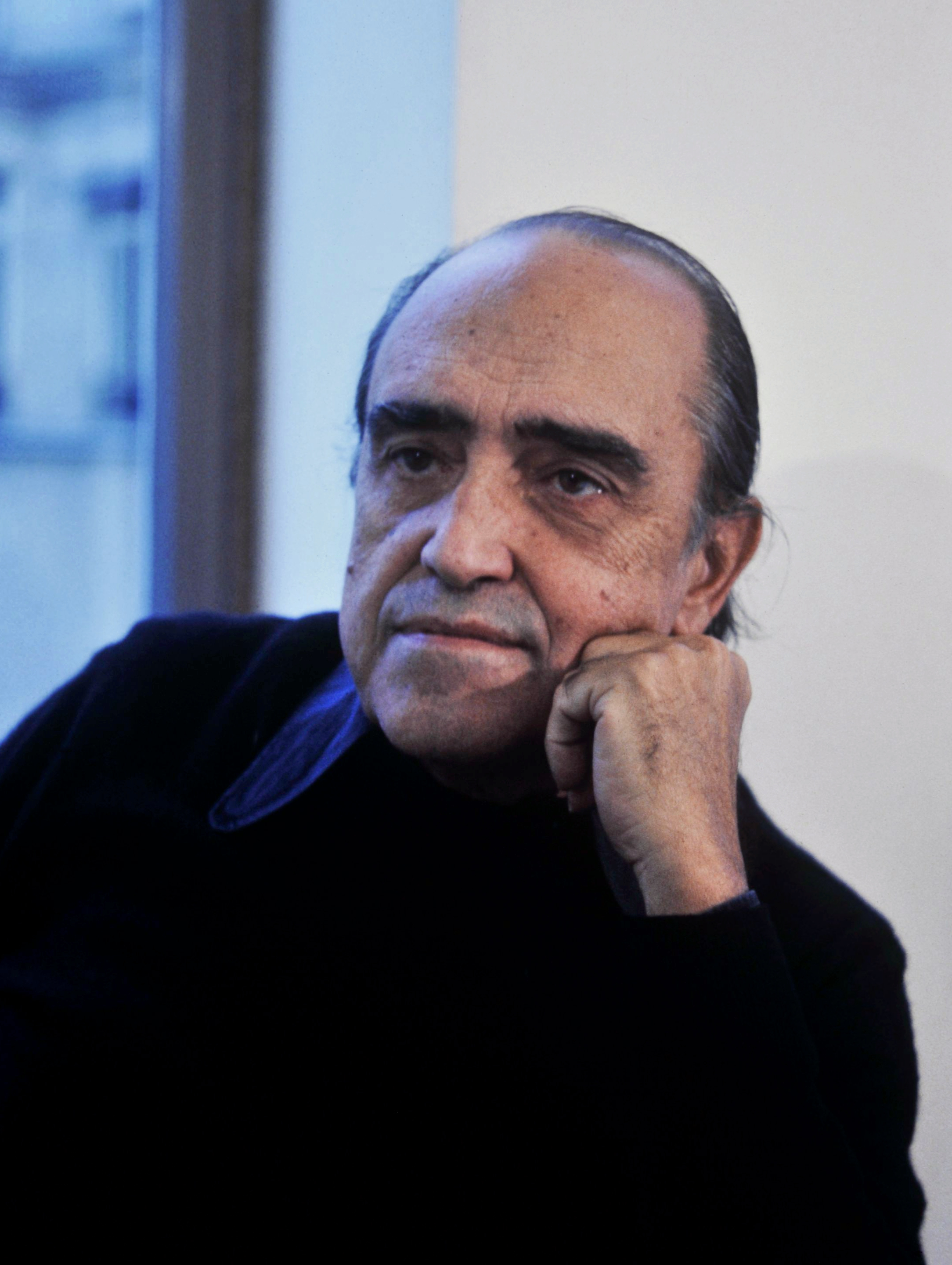
Oscar Niemeyer

Personnalités majeures décédées en 2012
- 16 janvier : Gustav Leonhardt (claveciniste, organiste et chef d'orchestre néerlandais)
- 6 février : Antoni Tàpies (peintre et sculpteur espagnol)
- 11 février : Whitney Houston (chanteuse américaine)
- 10 mars : Jean Giraud (auteur français de bande dessinée)
- 5 avril : Claude Miller (cinéaste français)
- 11 avril : Ahmed Ben Bella (homme politique algérien)
- 15 mai : Carlos Fuentes (écrivain mexicain)
- 5 juin  : Ray Bradbury (écrivain américain)
- 16 juin  : Thierry Roland (journaliste sportif français)
- 29 juillet : Chris Marker (cinéaste et intellectuel français)
- 23 août : Jean-Luc Delarue (animateur et producteur de télévision français)
- 25 août : Neil Armstrong (astronaute américain)
- 15 septembre : Pierre Mondy (comédien et metteur en scène français)
- 17 septembre : Édouard Leclerc (entrepreneur français)
- 15 octobre : Norodom Sihanouk (roi et chef d'état du Cambodge)
- 5 décembre : Oscar Niemeyer (architecte brésilien).